# مناقیش

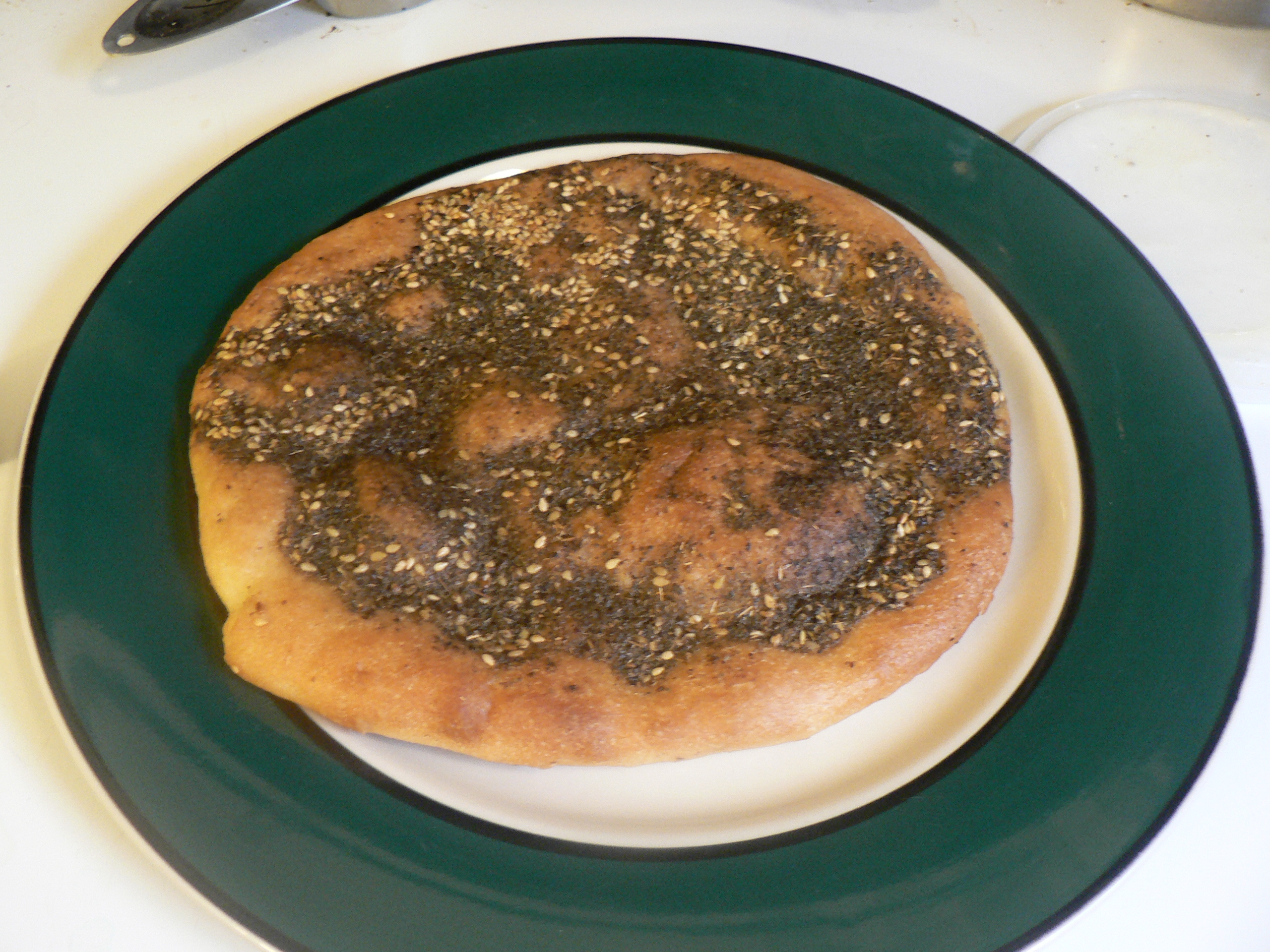
نان زعتر

مناقیش غذایی متشکل از خمیر با زعتر، پنیر یا گوشت چرخ‌کرده است. مشابه پیتزا، می‌توان آن را تکه یا تا کرد و می‌توان آن را به عنوان صبحانه یا ناهار سرو کرد. کلمه مناقیش جمع کلمه عربی منقوشة (از ریشه فعل نَقَشَةُ به تراشیدن، تراشیدن یا حکاکی) است، به این معنی که بعد از اینکه خمیر صاف شد، توسط نوک انگشتان فشار داده می‌شود تا چاله‌های کوچکی برای پهن کردن ساخته شود.
به‌طور سنتی، زنان صبح‌ها در یک کوره مشترک خمیر می‌پختند، تا خانواده آن‌ها نیاز روزانه نان خود را تأمین کند و در این زمان بخش‌های کوچکتر از خمیر با مواد مختلف را برای صبحانه تهیه می‌کردند.
مناقیش در سرتاسر شام محبوب است، و همچنین می‌توان آن را در مناطق همسایه و مراکز مهاجرین شامی پیدا کرد.

## مواد استفاده‌شوندهٔ معمول
- زعتر
- پنیر
- گوشت گوسفند چرخ شده
- فلفل قرمز
- کشک
- اسفناج